# Jean Camille Blondel
Jean Camille Blondel (n. 1 noiembrie 1853, Paris, Franța – d. 19 iunie 1935, Spanțov, Călărași, România) a fost un diplomat francez ce a îndeplinit misiunea de trimis extraordinar și ministru plenipotențiar al Franței în România pe perioada Primului Război Mondial. A fost la post în România în perioada 7 mai 1907–13 mai 1916.